# Augusta glyphica
Pour les articles homonymes, voir Augusta.
Genre
Espèce
Synonymes
- Gasteracantha glyphica Guérin, 1839
- Augusta papilionacea O. Pickard-Cambridge, 1877

Augusta glyphica, unique représentant du genre Augusta, est une espèce d'araignées aranéomorphes de la famille des Araneidae.

## Distribution
Cette espèce vit à Madagascar et à Mayotte.

## Publications originales
- Guérin, 1839 : Gastéracanthes sculptée et de Feisthamel, nouvelles espèces d'aranéides. Revue zoologique, vol. 1839, p. 109-111 (texte intégral).
- O. Pickard-Cambridge, 1877 : On some new genera and species of Araneidea. Annals and Magazine of Natural History, sér. 4, vol. 19, p. 26-39 (texte intégral).